# Madeje (szczyt)
Madeje (703 m) – szczyt w południowo-zachodniej części Pasma Pewelskego, które w regionalizacji fizycznogeograficznej Polski według Jerzego Kondrackiego zaliczane jest do Beskidu Makowskiego, w nowszej regionalizacji z 2018 roku do Pasm Pewelsko-Krzeszowskich. Na mapie Compassu jest zaznaczony z wysokością 703 m, ale bez podania nazwy, na topograficznej mapie Geoportalu ma wysokość 706 m. Znajduje się między szczytami Beskid i Garlejów Groń.
Madeje ma dwa wierzchołki; w głównej grani Pasma Pewelskiego znajduje się wierzchołek południowo-wschodni, z którego w północnym kierunku opada porośnięty lasem grzbiet oddzielający dolinki Potoku Grabskiego i potoku Koszarzyczne. Grzbiet południowo-wschodni opływany jest przez dwa potoki: Pewel i Mały Potok. Jest w dużym stopniu bezleśny, zajęty przez pola. W jego górnej części, tuż pod szczytem jest osiedle Madeje, od którego pochodzi nazwa szczytu. Północno-zachodnie stoki góry Madeje należą do wsi Pewel Ślemieńska, południowo-zachodnie do Jeleśni, południowo-wschodnie do Pewli Wielkiej. 

## Szlak turystyczny
Jeleśnia – Janikowa Grapa – Beskid – Madeje – Garlejów Groń – Gracówka – Zawaliska – Bigosy – Bąków – Ubocz – Gachowizna. Czas przejścia: 2:30 h, ↓ 2:10 h.
 szlak rowerowy z Jeleśni